# Sane (Pal·lene)
Sane (en grec antic: Σάνη) fou una ciutat de l'antiga Grècia situada a la península de Pal·lene, a la Calcídica. Heròdot i Tucídides la situen entre Mende i Potidea, a la part oest de l'istme de Porta, i Pomponi Mela la situa prop del Cap Canastreu. Sembla que va ser fundada com a colònia d'Erètria, en relació amb l'antiga fundació de Mende.
No s'ha de confondre amb una altra ciutat molt pròxima, també Sane, al mont Atos.